# PrisonLAW
PrisonLAW is een onafhankelijke stichting die zich inzet voor Nederlandse gevangenen in het buitenland. De stichting verschaft juridische en praktische informatie over gevangenissen en strafrechtsprocedures in het buitenland. PrisonLAW neemt individuele zaken van Nederlandse gevangenen in het buitenland in behandeling en verleent hierbij juridische bijstand. 

## Historie
De stichting werd in april 2005 opgericht door advocate Rachel Imamkhan. Nadat zij Nederlandse gevangenen in Thailand had bezocht en hun van juridische informatie had voorzien, besloot zij stichting PrisonLAW op te richten. Thans verleent de stichting juridische bijstand aan Nederlandse gedetineerden overal ter wereld. Bekende processen waarvoor de stichting zich heeft ingezet zijn de zaak-Romano van der Dussen en de zaak-Jaitsen Singh.

## Werkwijze
De stichting verschaft gedetineerden en hun familieleden informatie omtrent de strafprocedure in het land van detentie. Daarnaast neemt de stichting zaken van gevangenen in behandeling en geeft haar zienswijze of aanbevelingen in de buitenlandse strafprocedure. Met name op juridisch vlak staan de leden van de stichting de gevangene bij in zijn strafprocedure en de tenuitvoerlegging daarvan. Hulp en dienstverlening aan gedetineerden worden gerealiseerd door contact met diverse actoren in Nederland, zoals het Ministerie van Buitenlandse Zaken (BuZa), de Reclassering (Nederland) en stichting Epafras alsmede met justitie, organisaties en advocaten in het buitenland.
De stichting ontving sinds 2012 subsidie van BuZa, maar maakte in oktober 2018 bekend de subsidierelatie te verbreken. Reden was een vertrouwensbreuk. De subsidiëring is in juli 2019 afgelopen. Hierdoor zal PrisonLAW fors minder gedetineerden kunnen bijstaan dan voorheen.

## Organisatie
De organisatie bestaat uit een bestuur, een raad van advies en uit vrijwilligers.
Bestuur
- Rachel Imamkhan
- Alan Binken
- Ellen van den Heuvel

Raad van Advies
- Jules Maaten
- Boris Dittrich
- Jeanine Hennis-Plasschaert
- Audrey Wolffs